# 部位
| ウィキペディアには「部位」という見出しの百科事典記事はありません（タイトルに「部位」を含むページの一覧/「部位」で始まるページの一覧）。 代わりにウィクショナリーのページ「部位」が役に立つかもしれません。 |